# 植野妙実子

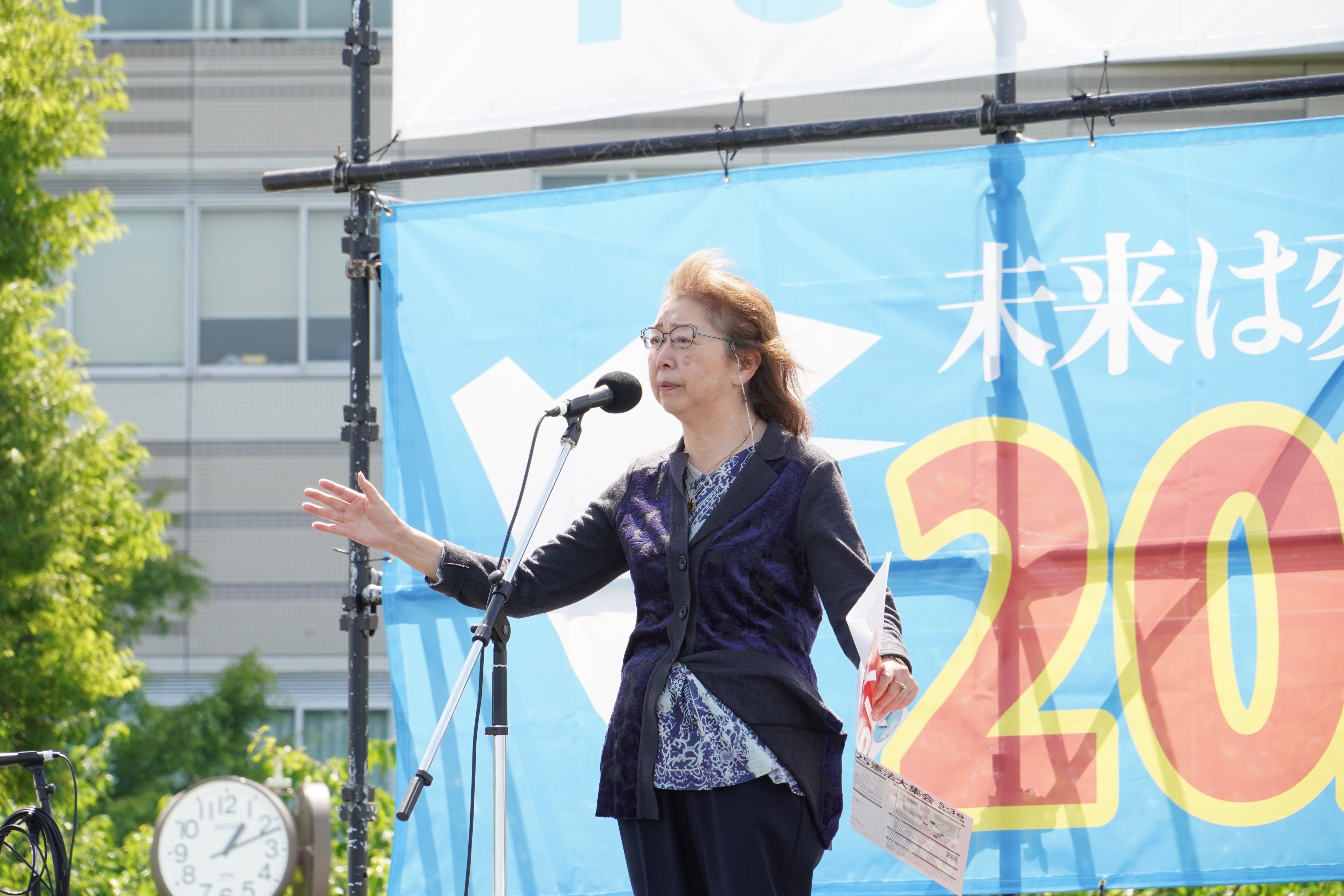
植野妙実子（2025年）

植野 妙実子（うえの まみこ、1949年3月27日 - ）は、日本の法学者、専門は憲法学・フランス法、中央大学名誉教授。
東京都出身。中央大学法学部法律学科卒業、同大学院法学研究科博士後期課程満期退学(指導教官:清水睦)。中央大学理工学部専任講師、同助教授、1993年から同教授。2004年大学院法学研究科教授・公共政策研究科教授を兼任。2006年エクセ・マルセイユ大第3大学にて法学博士取得。2019年中央大学理工学部定年退職。

## 著書
- 『憲法の基本 人権・平和・男女共生』学陽書房 2000
- 『憲法二四条 今、家族のあり方を考える』明石書店 2005
- 『フランスにおける憲法裁判』中央大学出版部 日本比較法研究所研究叢書 2015
- 『男女平等原則の普遍性』中央大学出版部 日本比較法研究所研究叢書 2021

### 共編著
- 『憲法の模範答案例 記述式対策 公務員試験』清水睦共編著 実務教育出版 1986
- 『憲法構造の歴史と位相』編 南雲堂 1991
- 『現代社会の権利と法』妹尾克敏共編著 北樹出版 1995
- 『現代国家の憲法的考察 清水睦先生古稀記念論文集』編 信山社出版 2000
- 『21世紀の女性政策 日仏比較をふまえて』編著 中央大学出版部 日本比較法研究所研究叢書 2001
- 『フェミニズム国際法学の構築』山下泰子共編著 中央大学出版部 2004
- 『ジェンダーの地平』林瑞枝共編著 中央大学出版部 2007
- 『女性と法を見る目に確かさを』浅倉むつ子,山崎文夫,関哲夫共著 成文堂 国士舘アカデミア叢書 2007
- 『要約憲法判例205』佐藤信行共編著 編集工房球 2007
- 『フランス憲法と統治構造』編著 中央大学出版部 日本比較法研究所研究叢書 2011
- 『法・制度・権利の今日的変容』編著 中央大学出版部 日本比較法研究所研究叢書 2013

### 翻訳
- ジェラール・レジエ,ジョルジュ・リーブ『フランス私法講演集』山野目章夫,山内惟介共訳 中央大学出版部 日本比較法研究所翻訳叢書 1995
- J.シュバリエ, T. ルノー, A. ルー,J. ロベール,L.ファボルー『フランス公法講演集』編訳 中央大学出版部 日本比較法研究所翻訳叢書 1998
- ベルトラン・マチュー『フランスの事後的違憲審査制』兼頭ゆみ子共訳 日本評論社 2015

## 論文
- ＜植野妙実子